# Tonkijärvi
Tonkijärvi är en sjö i Pajala kommun i Norrbotten och ingår i Torneälvens huvudavrinningsområde. Sjön har en area på 0,0651 kvadratkilometer och ligger 280 meter över havet.

## Delavrinningsområde
Tonkijärvi ingår i det delavrinningsområde (751435-178432) som SMHI kallar för Mynnar i Nuuksujoki. Medelhöjden är 275 meter över havet och ytan är 11,75 kvadratkilometer. Det finns inga avrinningsområden uppströms utan avrinningsområdet är högsta punkten. Porojoki som avvattnar avrinningsområdet har biflödesordning 4, vilket innebär att vattnet flödar genom totalt 4 vattendrag innan det når havet efter 279 kilometer. Avrinningsområdet består mestadels av skog (75 procent) och sankmarker (24 procent). Avrinningsområdet har 0,46 kvadratkilometer vattenytor vilket ger det en sjöprocent på 1,2 procent.